# Idršek
Idršek je naselje v Občini Idrija.  Iz dela ozemlja naselja Idršek je bilo leta 2009 izločeno Ledinsko Razpotje.